# ジュリエット・キエザ
ジュリエット・キエザ（Giulietto Chiesa、1940年9月4日 - 2020年4月26日）は、イタリアのジャーナリスト、政治家。ロシア語に堪能。ジュリエット・キエーザと表記されることも多い。

## 経歴
- 1970年 - 1979年、イタリア共産党ジェノヴァ地方委員会書記。
- 1975年 - 1979年、イタリア共産党ジェノヴァ地方委員会責任者。
- 1979年以降、ウニタ紙（再建共産党系）常勤編集者を皮切りに、ジャーナリストとして、同紙モスクワ特派員、ラ・スタンパ紙モスクワ特派員、民放カナレ5局（ベルルスコーニ系）ニュース、国営イタリア放送協会RAI1局ニュース、同3局ニュースに勤務した。また、ラジオスイス国際、ラジオ・バチカン、BBCロシア語、リバティラジオ、ロシアNTV（露）、ドイツDeutsche Welleなど国外の放送局に協力した。
- 1989年 - 1990年 ワシントンD.C.にあるWilson Center, Kennan Institute for Advanced Russian Studies（ケナン高等ロシア学研究所ウィルソンセンター）研究員。
- 2005年 - 2009年、欧州議会議員。
- 2006年、客観的な証拠もないまま自国がアフガニスタンとイラクでの2つの戦争に巻き込まれたことを憂えて、アメリカ同時多発テロ事件の真実を追求するドキュメンタリー映画『ZERO: 9/11の虚構』の製作に加わり、共同で脚本を執筆した。

## 著書
- 『証言―内側から見たペレストロイカ』ロイ・メドヴェージェフとの共著 毎日新聞社 (1990年9月) ISBN 978-4620307527 ほか旧ソ連、ロシアに関する著作多数
- Zero. Perché la versione ufficiale sull'11/9 è un falso （Roberto Vignoliとの共著『ゼロ：なぜ911オフィシャルバージョンは偽りか』）2007年 ISBN 88-3846-838-9
- Le carceri segrete della CIA in Europa （『ヨーロッパのCIA秘密監獄』）2007年 ISBN 88-3848-945-9